# 福安車站
23°19′39″N 120°21′34″E / 23.327491°N 120.359319°E

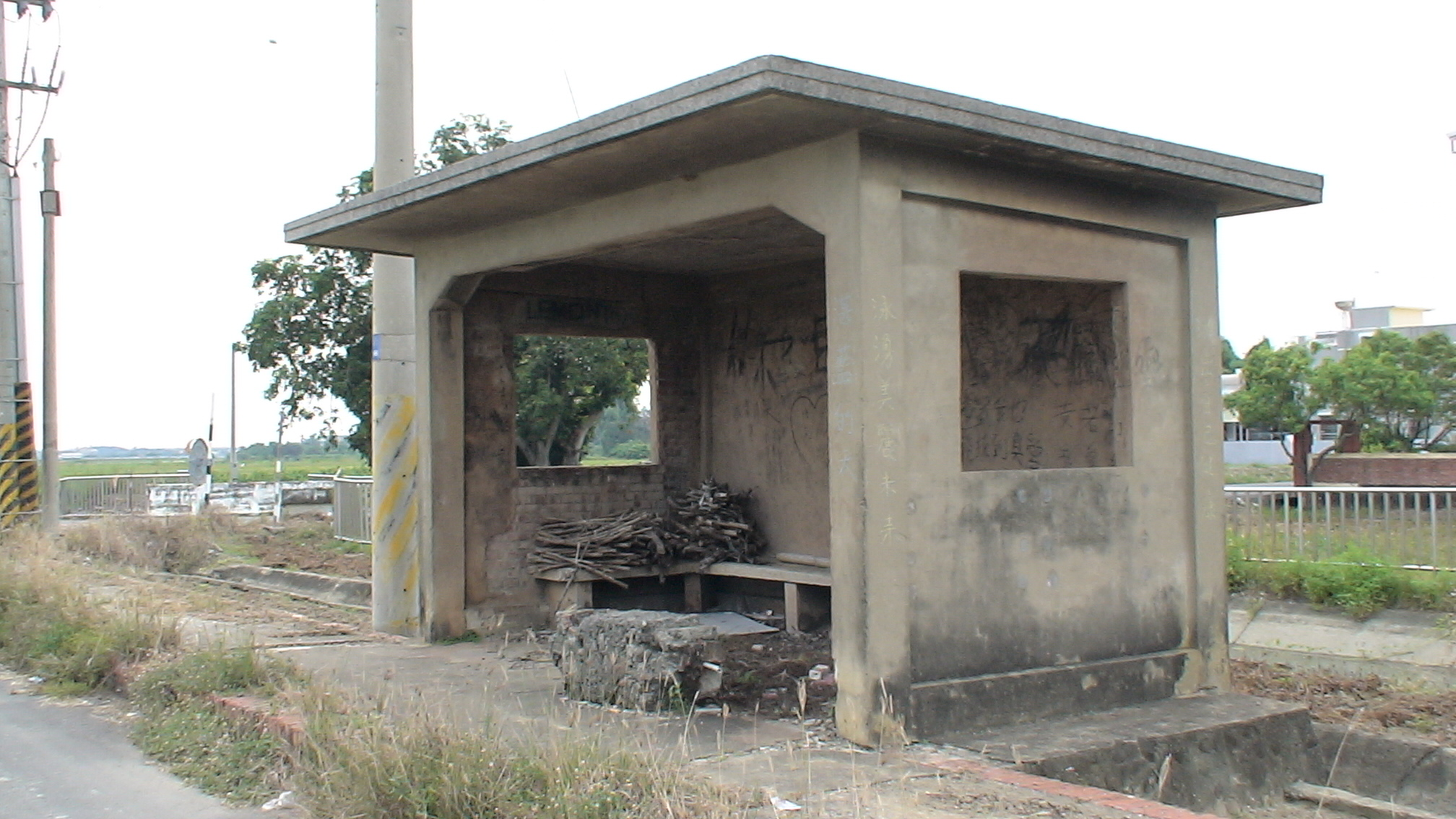
整修前（2007年）的福安車站

福安車站位於臺灣臺南市後壁區，舊稱安溪寮驛，是臺灣糖業鐵路烏樹林線的車站。

## 車站構造
- 單式月臺1面1線的地上車站（廢止時）。

## 車站周邊
- 安溪寮

## 歷史
- 1944年6月16日：新營－烏樹林－番社（東山）路線營運。
- 年月日不詳：安溪寮驛營業。
- 1953年5月1日：時刻表上改稱福安車站。（因安溪寮分成下寮＝福安村、中寮＝長安村、頂寮＝頂安村三個行政村。）一說是因為嘉義縣義竹鄉也有一個安溪寮車站而改名。
- 1979年9月1日：隨著烏樹林線停止載客而廢站。

## 現況
- 站房保存，但鐵軌被撤掉。